# Buyrate
Die Buyrate ist beim Bezahlfernsehen im Bereich des Pay-Per-View (PPV) die Angabe über die Anzahl der Bestellungen eines PPV-Angebots wie beispielsweise eines Spielfilms (Beispiel: Sky Select in Deutschland). Sie unterscheidet sich in mehreren Punkten von der Einschaltquote. Während die Einschaltquote Aussagen über Zuschauerzahlen trifft, bezieht sich die Buyrate auf verkaufte Einheiten (gleich, ob diese von einer oder mehreren Personen konsumiert werden). Auch basiert die Buyrate auf absoluten Zahlen, während es sich bei der Einschaltquote um eine Hochrechnung handelt (in Deutschland wird von 5.640 repräsentativ ausgewählten Haushalten auf ca. 73 Millionen Zuschauer hochgerechnet).
Im Gegensatz zu den Einschaltquoten sind die Buyraten der einzelnen Pay-Per-View-Sendungen derzeit nicht öffentlich einsehbar.